# Drilonius burmensis
Drilonius burmensis is een keversoort uit de familie Omethidae. De wetenschappelijke naam van de soort is voor het eerst geldig gepubliceerd in 1995 door Wittmer.